# One World Trade Center
El One World Trade Center (abreviat sovint com One WTC o 1 WTC) és l'edifici principal del complex del World Trade Center a Lower Manhattan a la ciutat de Nova York. Mesura amb l'antena 1776 peus en memòria de l'any de la proclamació de la indepèndencia dels Estats Units. De de 2006 a 2014 es va servir el nom de Freedom Tower (‘Torre de la Llibertat’) però finalment es va optar per nom actual.
Reemplaça el conjunt de les torres bessones del World Trade Center que va ser destruït pels Atemptats de l'11 de setembre de 2001. La construcció va començar el 2006 i es va inaugurar el 3 de novembre de 2014.
Del pla director original de l'arquitecte Daniel Libeskind no queda gaire res, perquè per raons comercials, de seguretat i polítics va patir molts canvis. El pla executiu és del despatx Skidmore, Owings & Merrill.

## Dimensions
Amb 104 plantes, quan es va inaugurar el 2014, va ser l'edifici més alt de l'hemisferi occidental i el quart més alt del món. Actualment és el cinquè edifici més alt de Nova York per alçada de terrat amb 417 metres, i el més alt de Nova York i dels Estats Units amb 541 metres si es té en compte l'antena.